# Thierry z Chartres
Thierry ze Chartres (Theodoricus Chartrensis), známý také jako Theodoric Breton (Theodoricus Brito), byl filosof 12. století původem z Bretaně. Působil v Chartres a Paříži, v chartreské katedrální škole i jako kancléř. Je znám jako učitel a vykladač svobodných umění, Boëthiových teologických spisů a knihy Genesis.

## Působení v Chartreské škole
Thierry byl vůdčí postavou chartreské školy. Někteří moderní učenci[kdo?] věřili, že Thierry a Bernard z Chartres, který založil školu v Chartres, byli bratři, ale pozdější výzkum ukázal, že to je nepravděpodobné. Thierryho nejslavnější spis je traktát O stvoření světa (Tractatus de sex dierum operibus). Také napsal sbírku studijních textů známou pod názvem Heptateuchon. Mezi žáky Thierryho ze Chartres patřili Jan ze Salisbury, Clarembald z Arrasu a významní překladatelé Hermann z Carinthie a Robert z Rétine. Některé Thierryho myšlenky našly svého pokračovatele v osobnosti Mikuláše Kusánského.

### Teorie o stvoření
Thierry nazýval trivium interpretativními uměními, quadrivium mělo za cíl porozumět a nahlédnout. S využitím quadrivia dospěl k teorii o stvoření, ve kterém uvádí čtyři příčiny, že Bůh je trojjediný, neboť Bůh je:
1. účinnou nebo také působící příčinou – Bůh Otec
2. formální příčinou – Bůh syn, Ježíš Nazaretský
3. účelovou příčinou – Duch svatý
4. látkovou příčinou – hmota, která je složena ze čtyř elementů (země, voda, vzduch, oheň)

Thierry tak vedle tří Božských osob postavil hmotu jako jednu z příčin, která podléhá Božímu dohledu, v čemž jsou patrné prvky o evolučním vývoji, opírajíce se o Chalcidiovu fyziku. Mělo jít o vývoj od neuspořádané pralátky po uspořádaný vesmír. Nejlehčím prvkem je oheň (nebe), který neustále rotuje a tím stlačuje a prosvěcuje vzduch, vzduch následně stlačuje vodu a z teplé vody se vyvíjí země.